# 御湖名邸
御湖名邸是中华人民共和国廣州市的一個高端住宅小區，位於廣州市黃埔區金坑村，是長江實業和和記黃埔在廣州市開發的首個樓盤項目。項目分4期，共有453幢别墅及316个单位，佔地約22.6萬平方米，項目總建築面積約23萬平方米。

## 規劃與歷史
2006年2月7日，李嘉诚旗下司长江实业和和记黄埔发布公告，稱已成立合营公司 Golden Castle Management Limited，將同合伙人广州方兴房地产建设有限公司订立合营合同，开发增城中新鎮金坑村共计22.55万平方米的四幅地块。其中，大陆合伙人将向项目公司投入四幅地之土地使用权作注册资本。
2011年開始建設，2012年竣工一期工程，2014年竣工二期工程，2016年竣工公寓工程。

## 軼聞
- 2011年御湖名邸開始建設時，傳會同時接手改造旁邊的澳洲山莊，但最後並未接手改造[3]。
- 2012年4月廣州市政府擬在御湖名邸西北處興建大型垃圾焚化爐[5]，因此有部分業主擔心健康問題。業主質疑開發商隱瞞此情況，開發商稱不知情[1][6]。
- 由於部分土地所屬權存在爭議，澳洲山莊管理處人員曾經於2017年用黃泥、磚牆等封堵御湖名邸小區的道路[7]。